# Finger & Kadel
Finger & Kadel war ein Musikprojekt im Bereich der Partymusik, das aus den beiden Produzenten Marcus Finger und Jürgen Kadel (* um 1973) bestand. Die beiden stehen auch hinter dem Musikprojekt Hacienda und haben unter anderem schon mit Eva Padberg und Caitlin Devlin zusammengearbeitet. Am 14. Mai 2020 gab das Duo die Trennung bekannt. Kadel tritt derzeit unter dem Künstlernamen Honk! auf.

## Hacienda
Angefangen haben Marcus Finger und Jürgen Kadel unter dem Projektnamen Hacienda auf dem Techno-Label Harthouse. Die Tracks von Hacienda sind auf diversen Kompilationen vertreten. Die Tracks Nightmare of Max und Plüsch waren als Musikvideo auf VIVA (House Rotation) und MTV zu sehen. Das Hacienda-Logo wie auch das Debütalbum und alle Singles beim Label Harthouse gestaltete der Künstler George Dare. Später führte dieser auch Regie bei dem Musikvideo Plüsch.

## F & K
Bekannt wurden Finger & Kadel vor allem durch gemeinsame Auftritte mit den Disco Boys und dem Porno-Promospot Die mit dem roten Halsband. Dies gelang auch durch Hilfe von intensiver Social-Network-Nutzung. Hierbei wurde die US-Softporno-Serie Girls Gone Wild parodiert. Das Stück, welches eher als Spaßproduktion gedacht war, fand Anklang in vielen Clubs und auf Veranstaltungen wie Love Parade und Nature One. Der Track wurde vorerst auf dem Label Gimme 5 Rec. als Whitelabel gepresst. Viele DJs setzten den Titel ein und im Internet gründeten sich bereits Fangemeinden. Wochen später wurde der Track unter dem Pseudonym Frank Styles dancefloor- und fernsehkompatibel aufbereitet und vermarktet. Zunächst erschien der Track in den Deutschen Dance Charts unter dem Projektnamen Unknown. Weil es sich nicht um den typischen Finger-&-Kadel-Sound handelte, wurde das Projekt unter F & K vermarktet. Durch den Erfolg in den Clubs und Clubcharts wurde Universal Music auf Die mit dem roten Halsband aufmerksam und lizenzierte den Track. Am 7. Dezember 2007 wurde die Single-CD unter dem Namen Frank Styles presented by F & K veröffentlicht. Der Song platzierte sich innerhalb weniger Wochen auf Platz eins in den deutschen Dance Charts und auf Platz 45 in den offiziellen deutschen Singlecharts.

## Finger & Kadel
Unter ihrem offiziellen Namen Finger & Kadel konnte das Duo im Frühjahr 2011 einen kommerziellen Erfolg mit dem Titel Wahnsinn verbuchen. Der Track verwendet als Hookline den Refrain des gleichnamigen Hits, der im Original 1983 von Wolfgang Petry gesungen wurde.

## Honk!

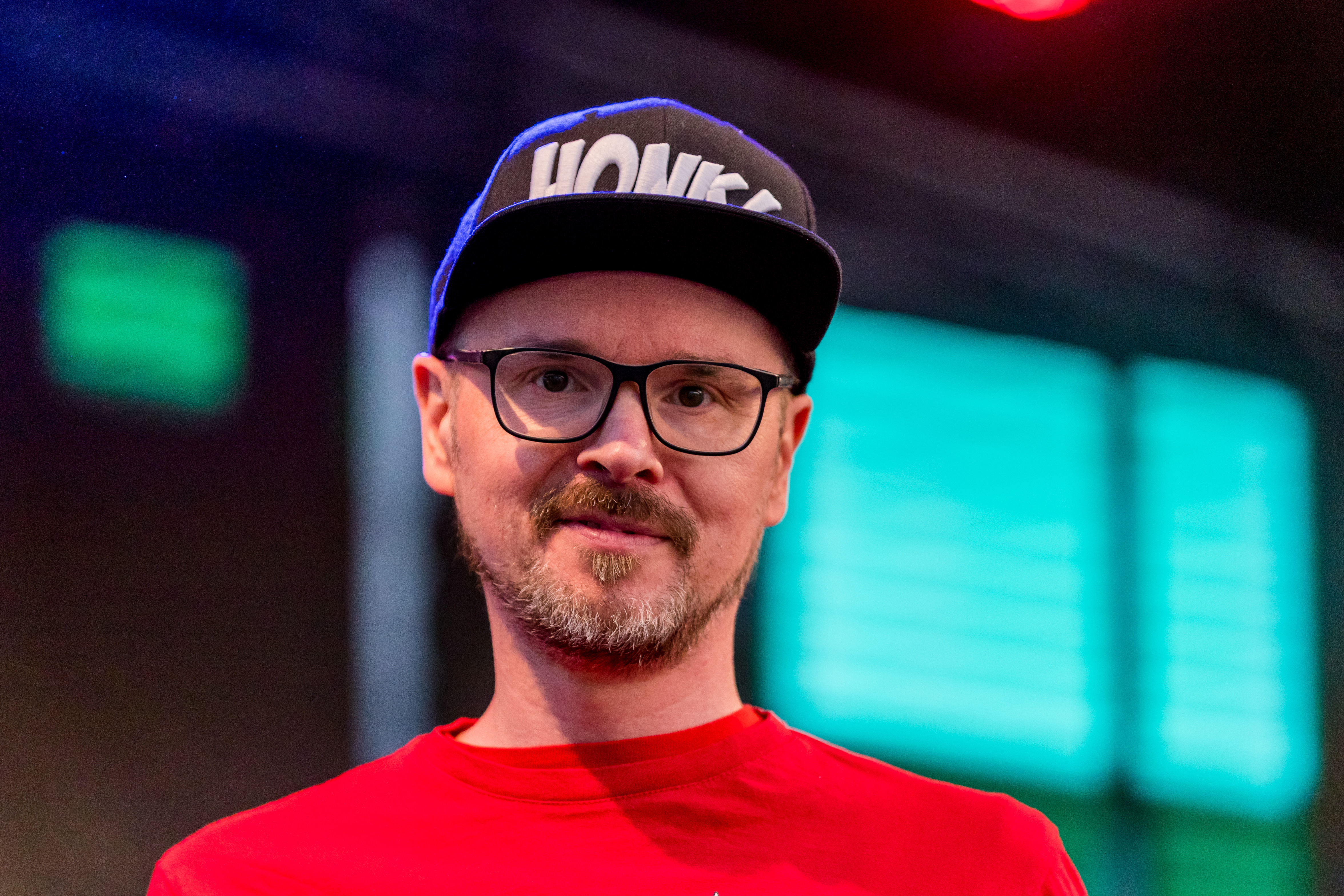
Kadel als Honk! (2022)

Jürgen Kadel veröffentlichte unter dem Künstlernamen Honk! diverse Songs, er ist damit live unter anderem in der Ballermannszene aktiv. Außerdem ist er als Künstler tätig.

## Diskografie

### Alben
- 1996: Hacienda – Sunday Afternoon (Harthouse)
- 1998: Hacienda – Narrowed Eyes (infraCOM)
- 2000: Hacienda – 3rd Door Left (infraCOM)
- 2003: Hacienda – This Very Moment (Ministry of Sound)
- 2005: Hacienda – Skip and His Elephant (Ministry of Sound)

### Singles und EPs
- 1996: Hacienda – Nightmare of Max (Harthouse UK)
- 1997: Hacienda – Plüsch (Harthouse)
- 1997: Hacienda – Diskoking (Harthouse)
- 1998: Hacienda – Flanell Sunset (infraCOM)
- 2000: Hacienda – Nightflight/Working Class Glamour (infraCOM)
- 2001: Hacienda – Sabor Pt.1 (infraCOM)
- 2001: Hacienda – Sabor Pt.2 (infraCOM) (including Ralph Gum Remix)
- 2003: Hacienda – Meu Coracao (Ministry of Sound)
- 2004: Hacienda – Be with Me (Ministry of Sound)
- 2005: Finger & Kadel – I Got My Stereo (Moonbootique Recordings)
- 2005: Hacienda – Like You (Ministry of Sound)
- 2005: Hacienda – Sempre em movimento (Whitelabel)
- 2005: Hacienda – Makin’Luv (Ministry of Sound)
- 2006: Hacienda – H.A.C.I.E.N.D.A. (Ministry of Sound)
- 2007: Deck Raiders – Just the Way I’d Like to Go (Superstar Recordings)
- 2007: Finger & Kadel – Die mit dem roten Halsband (Universal Music Domestic Division)
- 2008: Finger & Kadel – Ihr seid doch krank (Gimme 5 Recordings)
- 2009: Finger & Kadel – Mana Mana (Gimme 5 Recordings)
- 2009: Finger & Kadel – Bitch (Gimme 5 Recordings)
- 2009: Finger & Kadel – Laut (Gimme 5 Recordings)
- 2010: Finger & Kadel – So sehn Sieger aus (Gimme 5 Recordings)
- 2010: Finger & Kadel – Nachtmusik
- 2011: Finger & Kadel – Wahnsinn
- 2011: Finger & Kadel – Reeperbahn Remix
- 2011: Finger & Kadel – Svetlana
- 2011: Finger & Kadel – Aussergewöhnlich
- 2011: Finger & Kadel – Charly Harper
- 2012: Finger & Kadel – Wolle Rose Kaufen?
- 2012: Finger & Kadel – Heiliger Bimbam
- 2013: Finger & Kadel feat. Roberto Blanco – Ein bisschen Spaß muss sein
- 2013: Finger & Kadel feat. Svetlana – Kalinka
- 2013: Finger & Kadel – Mach ma Bass
- 2014: Finger & Kadel – Leben
- 2014: Finger & Kadel – Wochenende
- 2014: Finger & Kadel feat. Micaela Schäfer – Blasmusik
- 2015: Finger & Kadel – Paxi Fixi
- 2015: Hans Entertainment vs. Finger & Kadel – Hoch die Hände – Wochenende (#sotrue)
- 2016: Finger & Kadel – O’zapft is
- 2016: Finger & Kadel – Er gehört zu mir
- 2017: Finger & Kadel – Sterne
- 2017: Finger & Kadel feat. Talstrasse 3-5 – Farbfilm